# خورخي بيريرا دياز
خورخي بيريرا دياز (بالإسبانية: Jorge Pereyra Díaz)‏ هو لاعب كرة قدم أرجنتيني في مركز الهجوم، ولد في 5 أغسطس 1990 في مدينة لا ريوخا في الأرجنتين. لعب مع إنديبندينتي وجوهور دار التعظيم وفيرو كاريل أويستي ونادي لانوس.

## وصلات خارجية
- خورخي بيريرا دياز على موقع قاعدة بيانات كرة القدم.إي يو (الإنجليزية)
- خورخي بيريرا دياز على موقع Soccerway.com (الإنجليزية)